# Batinjska Rijeka
Batinjska Rijeka je naselje u Republici Hrvatskoj, u sastavu općine Đulovac, Bjelovarsko-bilogorska županija.

## Povijest
12. svibnja 1994. srpske snage počinile su zločin nad civilima ubivši petero mještana. Zahvaljujući blizini okupiranog teritorija, uspjeli su se udaljiti na područje Pakraca.:str. 153

## Stanovništvo
Prema popisu stanovništva iz 2001. godine, naselje je imalo 15 stanovnika te 7 obiteljskih kućanstava.
| broj stanovnika |       |       |       | 98    | 112   | 99    | 84    | 114   | 38    | 63    | 137   | 92    | 97    | 122   | 15    | 30    | 29    |
|                 | 1857. | 1869. | 1880. | 1890. | 1900. | 1910. | 1921. | 1931. | 1948. | 1953. | 1961. | 1971. | 1981. | 1991. | 2001. | 2011. | 2021. |